# Cailleville
Cailleville és un municipi francès situat al departament del Sena Marítim i a la regió de Normandia. L'any 2007 tenia 258 habitants.

## Demografia

### Població
El 2007 la població de fet de Cailleville era de 258 persones. Hi havia 100 famílies de les quals 21 eren unipersonals (4 homes vivint sols i 17 dones vivint soles), 25 parelles sense fills, 50 parelles amb fills i 4 famílies monoparentals amb fills.
La població ha evolucionat segons el següent gràfic:
Habitants censats

### Habitatges
El 2007 hi havia 123 habitatges, 96 eren l'habitatge principal de la família, 23 eren segones residències i 4 estaven desocupats. 119 eren cases i 2 eren apartaments. Dels 96 habitatges principals, 68 estaven ocupats pels seus propietaris, 27 estaven llogats i ocupats pels llogaters i 1 estava cedit a títol gratuït; 4 tenien dues cambres, 13 en tenien tres, 25 en tenien quatre i 54 en tenien cinc o més. 72 habitatges disposaven pel capbaix d'una plaça de pàrquing. A 37 habitatges hi havia un automòbil i a 50 n'hi havia dos o més.

### Piràmide de població
La piràmide de població per edats i sexe el 2009 era:
| Homes | Edats   | Dones |
| ----- | ------- | ----- |
| 0     | 95 o +  | 0     |
| 0     | 90 a 94 | 0     |
| 0     | 85 a 89 | 4     |
| 0     | 80 a 84 | 0     |
| 4     | 75 a 79 | 4     |
| 4     | 70 a 74 | 4     |
| 4     | 65 a 69 | 8     |
| 8     | 60 a 64 | 0     |
| 4     | 55 a 59 | 0     |
| 12    | 50 a 54 | 12    |
| 12    | 45 a 49 | 12    |
| 12    | 40 a 44 | 16    |
| 12    | 35 a 39 | 0     |
| 4     | 30 a 34 | 16    |
| 8     | 25 a 29 | 4     |
| 8     | 20 a 24 | 8     |
| 12    | 15 a 19 | 12    |
| 8     | 10 a 14 | 20    |
| 0     | 5 a 9   | 8     |
| 4     | 0 a 4   | 0     |

## Economia
El 2007 la població en edat de treballar era de 176 persones, 132 eren actives i 44 eren inactives. De les 132 persones actives 124 estaven ocupades (68 homes i 56 dones) i 8 estaven aturades (3 homes i 5 dones). De les 44 persones inactives 9 estaven jubilades, 9 estaven estudiant i 26 estaven classificades com a «altres inactius».

### Ingressos
El 2009 a Cailleville hi havia 89 unitats fiscals que integraven 242 persones, la mediana anual d'ingressos fiscals per persona era de 16.432 €.

### Activitats econòmiques
Dels 5 establiments que hi havia el 2007, 1 era d'una empresa de construcció, 2 d'empreses de comerç i reparació d'automòbils, 1 d'una empresa d'hostatgeria i restauració i 1 d'una empresa classificada com a «altres activitats de serveis».
Dels 2 establiments de servei als particulars que hi havia el 2009, 1 era una lampisteria i 1 restaurant.
L'any 2000 a Cailleville hi havia 5 explotacions agrícoles.

## Poblacions més properes
El següent diagrama mostra les poblacions més properes.